# Транкилино Гарсете
Транкилино Гарсете (1907—непознат датум смрти) био је парагвајски фудбалски везни играч који је играо за Парагвај на ФИФА-ином светском првенству 1930. Играо је и за клуб Либертад. У Аргентини је играо у Атланти (1932, 1933 и 1935) и у Аргентинос Јуниорс 1934. године.